# 29561 Iatteri
29561 Iatteri è un asteroide della fascia principale. Scoperto nel 1998, presenta un'orbita caratterizzata da un semiasse maggiore pari a 3,1025726 UA e da un'eccentricità di 0,1147387, inclinata di 8,91796° rispetto all'eclittica.
L'asteroide è dedicato all'astrofilo italiano Giampiero Iatteri.